# Ophir Award
Der Ophir Award (פרס אופיר) ist ein israelischer Filmpreis, der erstmals 1982 und seit 1990 jährlich von der Israelischen Akademie für Film und Fernsehen (האקדמיה הישראלית לקולנוע וטלוויזיה) für die herausragenden Arbeiten der israelischen Filmindustrie verliehen wird. Benannt ist der Preis nach dem israelischen Schauspieler Shaike Ophir.
Etwa vier Monate vor Bekanntgabe der Oscar-Nominierungen findet die Preisverleihung in Tel Aviv-Jaffa statt. Die mit dem Ophir preisgekrönte Produktion in der Kategorie Bester Film vertritt automatisch Israel als Kandidat für den besten internationalen Film bei der Oscarverleihung.
Aufgrund der COVID-19-Pandemie wurde im Jahr 2020 auf eine Preis-Gala mit Live-Publikum verzichtet. Der Preisträger in der Kategorie Bester Film wurde am 13. November 2020 in einer Sonderfolge von Culture Agent (Kan) präsentiert. Es gewann das Mutter-Tochter-Drama Asia von Ruthy Pribar, das auch die Auszeichnungen für die beste weibliche Hauptrolle (Alena Yiv) und die beste Nebenrolle (Shira Haas) erhielt.
Am häufigsten ausgezeichnet wurde bisher das Drama Ha-Asonot Shel Nina, welches 11 von 13 möglichen Ophirs gewinnen konnte. Assi Dayan gewann den Preis achtmal und wurde sowohl als Regisseur als auch als Drehbuchautor und Schauspieler ausgezeichnet. Aktuell wird der Preis in 17 Kategorien verliehen.

## Kategorien
| Kategorie                          | Originalbezeichnung        | verliehen seit |
| ---------------------------------- | -------------------------- | -------------- |
| Bester Film                        | הסרט הטוב ביותר            | 1982           |
| Beste Regie                        | הבמאי הטוב ביותר           | 1982           |
| Bester Hauptdarsteller             | השחקן הראשי הטוב ביותר     | 1990           |
| Beste Hauptdarstellerin            | השחקנית הראשית הטובה ביותר | 1990           |
| Bester Nebendarsteller             | שחקן המשנה הטוב ביותר      | 1990           |
| Beste Nebendarstellerin            | שחקנית המשנה הטובה ביותר   | 1990           |
| Beste Kamera                       | הצילום הטוב ביותר          | 1990           |
| Bestes Drehbuch                    | התסריט הטוב ביותר          | 1990           |
| Bester Schnitt                     | העריכה הטובה ביותר         | 1990           |
| Bestes Szenenbild                  | העיצוב האמנותי הטוב ביותר  | 1990           |
| Beste Kostüme                      | עיצוב התלבושות הטוב ביותר  | 1990           |
| Bester Komponist                   | המלחין הטוב ביותר          | 1990           |
| Bester Soundtrack                  | הפסקול הטוב ביותר          | 1990           |
| Bestes Make-Up                     | האיפור הטוב ביותר          | 1990           |
| Bester Dokumentarfilm              | הסרט התיעודי הטוב ביותר    | 1990           |
| Preis für hervorragende Leistungen | פרס על מצויינות            | 1990           |
| Auszeichnung für das Lebenswerk    | פרס על מפעל חיים           | 1990           |